# Petra Wenzel
Petra Wenzel, född 20 november 1961 i Grabs i Sankt Gallens kanton i Schweiz, är en liechtensteinsk tidigare alpin skidåkerska. Hon tävlade för Liechtenstein vid olympiska vinterspelen 1980 och 1984.